# Ронгинське сільське поселення
Ро́нгинське сільське поселення (рос. Ронгинское сельское поселение) — муніципальне утворення у складі Совєтського району Марій Ел, Росія. Адміністративний центр — село Ронга.

## Історія
Станом на 2002 рік існували Ронгинська сільська рада (село Ронга, присілки Великий Ашламаш, Кожласола, Кораксола, Кугенер, Кундушумбал, Кундуштур, Кюрсола, Малий Ашламаш, Петрушкино, Чевернур, Шумісола, Шургуял, Якайсола) та Чкарінська сільська рада (село Чкаріно, присілки Великопольє, Горна Поляна, Єгошино, Зелений, Кукшумбал, Кундуштур, Купшульсола, Ошмаєнер, Памашсола, Рошня, Шуля-Ярамор, Шуледур).
1 квітня 2009 року було ліквідовано Чкарінське сільське поселення (колишня Чкарінська сільська рада), його територія увійшла до складу Ронгинського сільського поселення (колишня Ронгинська сільська рада).

## Населення
Населення — 3319 осіб (2019, 3695 у 2010, 3869 у 2002).

## Склад
До складу поселення входять такі населені пункти:
| Населений пункт           | Населення, осіб (2002) | Населення, осіб (2010) |
| ------------------------- | ---------------------- | ---------------------- |
| Великий Ашламаш, присілок | 95                     | 82                     |
| Великопольє, присілок     | 311                    | 307                    |
| Горна Поляна, присілок    | 37                     | 49                     |
| Єгошино, присілок         | 0                      | 0                      |
| Зелений, селище           | 356                    | 351                    |
| Кожласола, присілок       | 54                     | 41                     |
| Кораксола, присілок       | 137                    | 120                    |
| Кугенер, присілок         | 265                    | 238                    |
| Кукшумбал, присілок       | 2                      | 1                      |
| Кундуштур, присілок       | 50                     | 53                     |
| Кундуштур, присілок       | 23                     | 13                     |
| Кундушумбал, присілок     | 104                    | 104                    |
| Купшульсола, присілок     | 5                      | 2                      |
| Кюрсола, присілок         | 42                     | 35                     |
| Малий Ашламаш, присілок   | 115                    | 133                    |
| Ошмаєнер, присілок        | 5                      | 1                      |
| Памашсола, присілок       | 1                      | 1                      |
| Петрушкино, присілок      | 44                     | 35                     |
| Ронга, село               | 1372                   | 1333                   |
| Рошня, присілок           | 9                      | 7                      |
| Чевернур, присілок        | 26                     | 17                     |
| Чкаріно, село             | 629                    | 607                    |
| Шуледур, присілок         | 92                     | 80                     |
| Шуля-Ярамор, присілок     | 0                      | 2                      |
| Шумісола, присілок        | 28                     | 26                     |
| Шургуял, присілок         | 33                     | 38                     |
| Якайсола, присілок        | 34                     | 19                     |